# Élections fédérales suisses de 1979
Les élections fédérales suisses de 1979 se sont déroulées le 21 octobre 1979. Elles ont désigné la 41e législature depuis 1848. Elles portèrent sur le renouvellement des 200 sièges du Conseil national. Pour la première fois depuis 1848, le nombre de sièges au Conseil des États passa de 44 à 46, à la suite de la création du Canton du Jura. Le nombre de sièges à l'Assemblée Fédérale de 246 sièges n'a plus changé depuis cette année-là. Les députés furent élus pour une durée de 4 ans.
Les élections au Conseil national profitent au PRD, qui gagne quatre sièges, et à l’UDC qui en gagne deux. Les POCH entrent à la Chambre basse avec deux élus. Les Verts en font de même avec un élu et sont le premier parti écologique au monde à envoyer un élu dans un parlement national. La participation n’atteint que 48 %. C’est la première fois depuis 1914 qu’elle descend au-dessous des 50 %. La nouvelle Chambre basse comprend 51 socialistes, 51 radicaux, 44 démocrates-chrétiens et 23 démocrates du centre. Le Parti libéral suisse qui se présente pour la première fois sous ce nouveau nom obtient 8 sièges et 8 autres sont gagnés par l'Alliance des indépendants. 
À la suite de la partition du Jura et de la Question jurassienne, l'Entente Jurassienne dans le Jura Sud et Unité Jurassienne dans le Jura Nord, qui militent pour la réunification des deux Juras, obtiennent chacun un siège également. L'Action nationale contre la surpopulation étrangère se présente sous un nouveau nom, l'Action nationale pour le peuple et la patrie et met l'accent sur l'écologie.
Au Conseil des États, sur 46 sièges, le PSS gagna 4 sièges et avec 9 mandats, obtient son meilleur résultat de son histoire. Le PRD perd 4 mandats (11), le PDC en gagne un (18) et l'UDC garde ses cinq mandats. Le Parti libéral suisse gagna deux mandats et l'Alliance des indépendants perd son unique représentant.

## Législature 1979-1983
| Partis | Partis                                                              | Sigles    | Tendances politiques        | Sièges au CN | Sièges au CE |
| ------ | ------------------------------------------------------------------- | --------- | --------------------------- | ------------ | ------------ |
|        | Parti radical-démocratique                                          | PRD       | radical                     | 51           | 11           |
|        | Parti socialiste                                                    | PSS       | social-démocrate            | 51           | 9            |
|        | Parti démocrate-chrétien                                            | PDC       | démocrate-chrétien          | 44           | 18           |
|        | Union démocratique du centre                                        | UDC       | agrarien                    | 23           | 5            |
|        | Parti libéral suisse                                                | PLS       | libéral/conservateur        | 8            | 3            |
|        | Alliance des indépendants                                           | AdI       | social-libéral              | 8            | -            |
|        | Parti suisse du travail                                             | PST       | communiste                  | 3            | -            |
|        | Parti chrétien-protestant                                           | PCP       | conservateur/protestant     | 3            | -            |
|        | Organisations progressistes de Suisse                               | POCH      | marxisme-léninisme          | 2            | -            |
|        | Action nationale pour le peuple et la patrie                        | AN        | nationaliste/écologiste     | 2            | -            |
|        | Parti écologiste                                                    | PES       | écologiste                  | 1            | -            |
|        | Entente Jurassienne - Parti socialiste autonome du Sud du Jura (BE) | EJ-PSA.SJ | nationalisme jurassien      | 1            | -            |
|        | Parti socialiste autonome (TI)                                      | PSA       | marxiste                    | 1            | -            |
|        | Unité Jurassienne (BE)                                              | UJ        | nationalisme jurassien      | 1            | -            |
|        | Vigilance (GE)                                                      | VIG       | extrême droite/nationaliste | 1            | -            |